# Pandemie covidu-19 v Rusku
Pandemie covidu-19 se do Ruska rozšířila dne 31. ledna 2020, když byli dva čínští občané ve městech Ťumeň a Čita pozitivně testováni na koronavirus. Rusko včas uzavřelo hranice s Čínou a začalo rozsáhlé testování. Nemoc se ještě více rozšířila příjezdy cestujících z Itálie ode dne 2. března 2020, což vedlo k dalším opatřením, jako je zrušení všech akcí, uzavření škol, divadel a muzeí nebo uzavření hranic a vyhlášení období nepracovní, které po dvou prodloužení trvalo do 11. května 2020. Do konce března 2020 byla uzavřena většina samosprávných celků včetně Moskvy.
Dne 27. dubna 2020 počet potvrzených případů překonal počet případů v Číně. K srpnu 2020 mělo Rusko nejvyšší počet potvrzených případů v Evropě (má ovšem nejvíce obyvatel) a čtvrtý největší počet nakažených na světě po Spojených státech amerických, Brazílii a Indii.

## Statistika
K 20. listopadu 2020 mělo Rusko 2 039 926 pozitivně testovaných osob, 1 551 414 zotavených, 35 311 úmrtí a přes 71,2 milionů testovaných lidí. Podle údajů o úmrtnosti Federální služby státní statistiky zemřelo pouze v období dubna do června 2020 přes 27 000 osob, které byly nemocné na covid-19.

## Průběh pandemie

### Leden a únor 2020
Dne 31. ledna 2020 byly potvrzeny první dva případy onemocnění v zemi, jednalo se o dva čínské turisty ve městech Ťumeň a Čita.
Na konci ledna Rusko omezilo lety z Číny.
Dne 20. února byl zaveden zákaz vstupu čínským občanům na území Ruska.
Dne 23. února bylo evakuováno osm Rusů z výletní lodi Diamond Princess do Kazaně, v níž byli hospitalizováni. Tyto případy byly uvedeny jako vyskytující se na mezinárodní dopravě a nebyly zahrnuty do oficiálních ruských statistik Rospotrebnadzor. Těchto osm lidí, včetně tří pacientů, kteří se zotavili, bylo 8. března propuštěno z nemocnice.

### Březen 2020
Až do 2. března, kdy byl potvrzen první případ v Moskvě, nebyly potvrzeny žádné případy. Pacientem byl muž, který onemocněl 21. února na dovolené v Itálii a 23. února se vrátil do Ruska a zůstal ve svém domě v karanténě. Na klinice se 27. února objevil s příznaky a poté byl hospitalizován v Moskvě.
Ode dne 3. března museli všichni lidé, kteří do Ruska přiletěli z Jižní Koreje, Itálie a Íránu podstoupit kontroly.
Dne 5. března byl potvrzen první případ v Petrohradě. Pacient byl italský student, který se vrátil do Ruska z Itálie dne 29. února a byl hospitalizován 2. března.
Dne 6. března bylo potvrzeno dalších šest případů, přičemž pět z nich bylo v Moskvě a jeden z nich byl ve městě Nižnij Novgorod. Bylo hlášeno, že všichni navštívili Itálii.
Dne 19. března byla v Moskvě hlášena první smrt pacienta s nemocí covid-19. 79letá žena byla poprvé hospitalizována dne 13. března a následující den byla převedena na soukromou kliniku. Po potvrzení nákazy byla převedena na oddělení intenzivní péče v Moskevské infekční nemocnici. Trpěla ale i jinými nemocemi a její smrt se nepočítá jako smrt na covid-19.
Dne 25. března prezident Putin oznámil, že ruské ústavní referendum 2020 bude kvůli epidemii odloženo. Řekl, že od 30. března bude celostátní doba nepracovní a naléhal na Rusy, aby zůstali doma. Později byla nepracovní doba dvakrát prodloužena, a to do 11. května.
Dne 27. března byly mezinárodní lety zrušeny poté, co vláda nařídila úřadu pro civilní letectví pozastavit všechny pravidelné a charterové lety do i ze země. Dne 29. března vydal moskevský primátor Sergej Sobjanin přikázal, aby lidé zůstali doma.
Dne 30. března byly uzavřeny všechny hranice.

### Duben 2020
Dne 11. dubna podepsal moskevský starosta Sobjanin dekret, kterým se zavádí systém digitálního průchodu za účelem omezení šíření koronaviru, ve kterém by obyvatelé vyžadovali takové povolení k cestování po městě a Moskevské oblasti za použití osobní a veřejné dopravy s různými typy průchodů včetně cestování do práce, návštěvy nemocnic a klinik a soukromých cest. Tato nařízní se stala povinnými dne 15. dubna.
Dne 29. dubna řekl moskevský starosta Sergej Sobjanin na sociálních médiích, že město začne stavět dočasné nemocnice, které budou mít celkem 10 000 nemocničních lůžek pro pacienty s koronavirem. Rusko také prodloužilo zákaz vstupu pro cizince, který byl původně stanoven do 1. května, přičemž předseda vlády Mišustin uvedl, že zákaz se zruší, jakmile se situace zlepší.
Dne 30. dubna předseda vlády Mišustin oznámil, že byl na virus pozitivně testován.

### Květen 2020
Dne 9. května byla odložena přehlídka Moskevského dne vítězství 2020, u příležitosti 75. výročí kapitulace Nacistického Německa. Místo toho se v Moskvě konala letecká show. Úřady také vyzvaly občany, aby místo toho zůstali doma.
Dne 11. května prezident Putin oznámil konec národního nepracovního období na den 12. května, ale také dodatečná opatření včetně bonusů pro lékaře, dotací pro hospodářské společnosti a nových plateb rodinám s dětmi. Také uvedl, že vedoucí představitelé regionů mohou sami rozhodnout, zda budou nadále dodržovat dosavadní omezení kvůli nákaze. 
Dne 26. května Putin oznámil, že odložená přehlídka Dne vítězství 2020 se bude konat 24. června.
27. května Sobjanin oznámil, že od 1. června se v Moskvě zmírní některá omezení, přičemž se znovu otevřou všechny nepotravinářské obchody a některé podniky v sektoru služeb a obyvatelé budou moci jít ven na procházky či sportovat podle plánu.
Dne 30. května ministr zdravotnictví Michail Muraško uvedl, že vakcínové testy probíhají a že klinická hodnocení by měla být zahájena v příštích dvou týdnech.

### Červen 2020
Agentura Reuters dne 1. června oznámila, že Rusko v příštím týdnu uvede na trh svůj první schválený lék na léčbu nemoci covid-19.
Dne 8. června sdělil Sobjanin, že Moskva začne rozvolňovat některá opatření, která byla kvůli koronaviru zavedena. Od 9. června bylo upuštěno od některých opatření a obyvatelé by mohli volně cestovat po městě a navštěvovat veřejná místa. Obyvatelé byli stále povinni mít na veřejnosti zakryté dýchací cesty a rukavice a doporučuje se, aby si udržovali odstup od ostatních. Ve stejný den premiér Mišustin také oznámil částečné znovuotevření hranic pro některé cestovatele s tím, že by občanům umožnil opustit zemi za prací, studiem, lékařským ošetřením nebo péči o příbuzné. Umožnilo by to také cizím občanům vstoupit kvůli lékařskému ošetření nebo těm, kteří potřebují pečovat o příbuzné a rodinu.

### Červenec 2020
Den 1. červenec byl posledním dnem referenda o ústavních změnách.
Dne 8. července podepsal guvernér Moskevské oblasti Andrey Vorobyov dekret, kterým se rozvolňují některá opatření v regionu, např. znovuotevření restaurací, kaváren, barů a dalších stravovacích zařízení od 25. července. Dne 9. července oznámily moskevské úřady další rozvolnění některých opatření, od 1. srpna se mohly znovu otevřít kina a konat koncerty za splnění přísných hygienických podmínek. Univerzity a školy by se také mohly otevřít a zakrytí obličeje a používání rukavic venku by již nebylo nutné, s výjimkou hromadné dopravy a obchodů.
Dne 10. července Taťána Golikovová uvedla, že od 15. července začnou úřady postupně obnovovat lety do zahraničí a zahájí jednání o obnovení mezinárodních letů. Dne 12. července bylo oznámeno, že První moskevská státní lékařská univerzita I. M. Sečenova dokončil testování vakcíny Sputnik V vyvinutou Gamalejova institutu na dobrovolnících a vědci potvrdil jeho bezpečnost. Dne 15. července byl zrušen požadavek 14denní karantény pro příjezdy do země, přičemž příjezdy vyžadovaly lékařské dokumenty v angličtině nebo ruštině, které vykazovaly negativní test.
Dne 16. července agentura Reuters uvedla, že v Rusku bude vyrobeno 30 milionů dávek experimentální vakcíny. Rovněž uvedl, že se očekává, že v srpnu bude zahájena studie fáze III zahrnující několik tisíc lidí.
Dne 24. července vicepremiérka Goliková oznámila, že od 1. srpna budou obnoveny lety z Ruska to vybraných zemí, mezi nimi je například Spojené království či Turecko.

### Srpen 2020
Dne 1. srpna byla otevřena hranice s Abcházií. Ministr zdravotnictví Muraško uvedl, že masové očkování je plánováno na začátek října, nejprve pro zdravotníky a učitele.
Dne 11. srpna prezident Putin na setkání řekl, že vakcína proti covidu-19 Sputnik V byla první registrovanou vakcínou proti koronaviru. Vedoucí RDIF uvedl, že 20 zemí požádalo o celkem 1 miliardu dávek vakcíny, přezdívané Sputnik V.
Dne 29. srpna prezident Putin ve státní televizi oznámil, že školní rok začne 1. září a bude probíhat prezenčně.

### Září 2020
Dne 1. září počet pozitivně testovaných osob překročil 1 milion.
Dne 3. září byly obnoveny lety do dalších zemí, mezi nimi je například Egypt nebo Spojené arabské emiráty.

### Prosinec 2020
Vladimir Putin na pravidelně pořádané rozsáhlé tiskové konferenci podpořil plošnou vakcinaci. Sám se nechá očkovat „až tu možnost bude mít“, neboť lidem jeho věku je vakcína nedostupná, očkovat se mohou nechat občané ve věku 18 až 60 let.

### Říjen 2021
Bylo dosaženo denní maximum zemřelých – 968 lidí. Maxima jsou dosahována čtvrtý den po sobě.